# 葉酸
葉酸（ようさん、英: folate）はビタミンB群の一種。ビタミンM、ビタミンB9、プテロイルグルタミン酸とも呼ばれる。栄養素のひとつ。水溶性ビタミンに分類される生理活性物質である。プテリジンにパラアミノ安息香酸と１つまたは複数のグルタミン酸が結合した構造を持つ。1941年に乳酸菌の増殖因子としてホウレンソウの葉から発見された。葉はラテン語で folium と呼ばれることから葉酸 (folic acid) と名付けられた。葉酸は体内で還元を受け、ジヒドロ葉酸を経てテトラヒドロ葉酸に変換された後に補酵素としてはたらく。

## 機能
テトラヒドロ葉酸は、ホルミル基 (−CHO)、ホルムイミノ基 (−CH2NH-)、メチレン基 (>CH2)、メチル基 (−CH3) など1つの炭素原子を含む断片をドナー分子から受け取り、それをアミノ酸や核酸合成の中間体へ渡す役割を担うなど、アミノ酸および核酸（アデニンやグアニンなどのプリン体やチミジン）の合成に用いられている。葉酸が不足するとDNA生合成に支障を来し、分裂の活発な血球合成に障害が起こり赤血球障害や悪性貧血などの症状を生じる。葉酸を触媒的に回復させるビタミンB12が欠乏しても同様の症状を生じる。
二分脊椎の発症リスクを低下させる効果があるとされる、ビタミンB類の一つ。
厚生労働省は2000年、妊娠を計画している女性に対し、1日当たり0.4mg(400µg)以上の摂取を推奨している。

## 栄養
葉酸の栄養所要量は、推定平均必要量が 200 µg、推奨量が 240 µg、上限量が 1,000 µg（いずれも成人男女）とされている。ただし、妊娠期および授乳期にはさらに推定平均必要量として +170 µg、+80 µgを、推奨量として +200 µg、+100 µg を付加する。また、妊娠を計画している、あるいは妊娠の可能性のある女性は、一日あたり 400 µg の摂取が望ましいとされる。
葉酸を多く含む食品は、レバー、緑黄色野菜、果物である。ただし、調理や長期間保存による酸化によって葉酸は壊れるため、新鮮な生野菜や果物が良い供給源となる。
大量の飲酒は葉酸の吸収および代謝を妨げる。

### 欠乏症
葉酸の欠乏症は、妊娠や授乳による要求量の増加、小腸の病理的変化、アルコール中毒、メトトレキサートなどの薬剤投与によって引き起こされる。葉酸はアミノ酸や核酸の合成に必要となる補酵素であるため、細胞分裂の盛んな箇所において欠乏症が現れやすい。症状は、貧血、免疫機能減衰、消化管機能異常などが見られる。また、心臓病や大腸ガン、子宮頸ガンのリスクがあるとの報告がある。また、妊娠期に葉酸が欠乏すると、胎児に神経管閉鎖障害が起こり、重度の場合は死に至る。また、無脳児の発生のリスクが高まる。
貧血に関しては、葉酸は造血作用に対しビタミンB12と協調してはたらき、いずれのビタミンの欠乏も巨赤芽球性貧血を引き起こす。
二分脊椎症などの神経管閉鎖障害に関しては、妊娠初期が重要で、特に通常まだ妊娠に気付かない第一週が最も葉酸を必要とする期間であると考えられている。
妊娠に気づく前の段階から葉酸を十分に摂取していることが大切である。
妊産婦の7〜8割が葉酸摂取の重要性を認知しているが、妊娠経験のない女性における認知度は2〜3割程度と報告されている。
受胎前後で葉酸を摂取することで神経管閉鎖障害を予防できることがシステマティック・レビューで確かめられている。

### 過剰症
過剰症はビタミンB12の欠乏を隠すため、悪性貧血が潜在化する危険性が指摘されている。また、ガン治療に用いられる抗葉酸剤に対して、過剰な葉酸は薬効を低減させる。葉酸過敏症として、紅斑、発熱、蕁麻疹、かゆみ・呼吸障害などを起こすことがある。

## 生化学的な役割

### DNA合成の生化学

テトラヒドロ葉酸（THF）による代謝とビタミンB_{12}によるTHFの再生産、Folsäure=葉酸、DHF=ジヒドロ葉酸、THF=テトラヒドロ葉酸、Vit.B_{12}=ビタミンB_{12}、Methyl-Vit.B_{12}=メチルコバラミン、Methionin=メチオニン、Methionin Syntase=5-メチルテトラヒドロ葉酸-ホモシステインメチルトランスフェラーゼ、Homocystein=ホモシステイン、N^{5}-Methyl-THF=5-メチルテトラヒドロ葉酸、N^{5},N^{10}-Methylene-THF=5,10-メチレンテトラヒドロ葉酸、N^{10}-Formyl-THF=10-ホルミルテトラヒドロ葉酸、dUMP=デオキシウリジン一リン酸、NADPH、DNA

テトラヒドロ葉酸化合物の一連の構造について、葉酸誘導体は一連のメチル基転移の基質であり、dUMP（デオキシウリジン一リン酸）からdTMP（チミジル酸＝チミジン一リン酸）の合成にも関わっている。なお、DNAの合成は、dUMP－dTMP－dTDP（チミジン二リン酸）－dTTP（チミジン三リン酸）と進むことで完結する。葉酸は、DNA合成に必要であり、すべての細胞分裂に必要なビタミンB12が含まれる重要な反応についての基質である。
葉酸の誘導体である10-ホルミルテトラヒドロ葉酸は、DNAであるアデニンやグアニンのプリン体の生合成で2個所のホルミル化の反応に関わっている（詳細は10-ホルミルテトラヒドロ葉酸を参照のこと）。
このように葉酸はいくつかのDNAの生合成に必要であるため、葉酸が欠乏すると多量のDNAを必要とする細胞分裂の盛んな造血器官等の機能に深刻な影響を与える。また、葉酸を触媒的に再生させるビタミンB12が欠乏しても同様な欠乏症が現れる。
葉酸がジヒドロ葉酸に還元され、さらに還元されてテトラヒドロ葉酸の生成につながる。ジヒドロ葉酸レダクターゼが最後の反応を触媒する。NADPHとしてのビタミンB3は、合成の両方の反応の補因子として必要である。5,10-メチレンテトラヒドロ葉酸は、ホルムアルデヒド、セリン又はグリシンの3つの炭素供与体の1つからメチレン基を付与されてテトラヒドロ葉酸から生成される。5-メチルテトラヒドロ葉酸は、NADPHの存在下でメチレン基の還元により5,10-メチレンテトラヒドロ葉酸から生成することができる。ビタミンB12が5-メチルテトラヒドロ葉酸の唯一の受容体であることを明記することは重要である。同様にメチルビタミンB12の唯一の受容体は、ホモシステインメチルトランスフェラーゼ（5-メチルテトラヒドロ葉酸-ホモシステインメチルトランスフェラーゼ）により触媒されるホモシステインである。これは、ホモシステインメチルトランスフェラーゼの欠損やビタミンB12の欠乏は、テトラヒドロ葉酸のメチル基が捕捉されたままになり、葉酸欠乏症に至るということが重要なことである。これゆえビタミンB12の欠乏は多量の5-メチルテトラヒドロ葉酸の蓄積を生じることになり葉酸が所用の反応を行うことができなくなり、葉酸欠乏症と同様の症状が現れる。テトラヒドロ葉酸の別の構造である10-ホルミルテトラヒドロ葉酸やフォリン酸は5,10-メチレンテトラヒドロ葉酸の酸化により生じ、あるいは、ホルミル基の供与によるテトラヒドロ葉酸へのホルミル基の導入により生じる。最終的にはヒスチジンがテトラヒドロ葉酸に炭素基1つを供与し5,10-メチレンテトラヒドロ葉酸を生成する。
別の言葉で表現すれば、次の反応経路となる。
葉酸→ジヒドロ葉酸→テトラヒドロ葉酸→5,10-メチレンテトラヒドロ葉酸→5-メチルテトラヒドロ葉酸→テトラヒドロ葉酸

### アミノ酸合成の生化学

#### グリシン、セリンの代謝

光呼吸経路におけるグリシン開裂、1はテトラヒドロ葉酸、2は5,10-メチレンテトラヒドロ葉酸

グリシン開裂系はテトラヒドロ葉酸により以下の反応でグリシンを開裂する（詳細はグリシン開裂系を参照のこと）。
テトラヒドロ葉酸 + グリシン + NAD+ = 5,10-メチレンテトラヒドロ葉酸+ NH3 + CO2 + NADH + H+
グリシン開裂系とは別に、グリシンヒドロキシメチルトランスフェラーゼ（セリンヒドロキシメチルトランスフェラーゼ）（EC 2.1.2.1）の働きにより、可逆的にグリシンをL-セリンに相互に変換し、5,10-メチレンテトラヒドロ葉酸をテトラヒドロ葉酸に変換する反応が触媒される。
5,10-メチレンテトラヒドロ葉酸+ グリシン + H2O = テトラヒドロ葉酸 + L-セリン
グリシン開裂系とセリンヒドロキシメチルトランスフェラーゼによる2つの反応を複合すると以下の反応式が示めされる。また、その全容は図の通りである。
2 グリシン + NAD+ + H2O → セリン + CO2 + NH3 + NADH + H+

#### ホモシステイン、メチオニン
ホモシステインは、葉酸でメチル化されてメチオニンとなる。補因子として、シスタチオニン-γ-シンターゼとシスタチオニン-β-リアーゼは共にピリドキシル-5'-ホスフェートを、5-メチルテトラヒドロ葉酸-ホモシステインメチルトランスフェラーゼ（MTR）は補因子であるメチルコバラミン（MeB12）を含み、5-メチルテトラヒドロ葉酸（N5-methyl-THF）とホモシステインを基質とする。
この酵素反応は二段階のピンポン機構で進行する。始めに、N5-methyl-THFからのメチル基の転位でMeB12とテトラヒドロ葉酸（THF）が生成する。次に、メチル基がMeB12からホモシステインに転位し、コバラミン（B12）が再生すると同時にメチオニンが生成する（詳細は5-メチルテトラヒドロ葉酸-ホモシステインメチルトランスフェラーゼ、メチオニン及びアミノ酸の代謝分解を参照のこと）。

#### ヒスチジン
葉酸は、ヒスチジンからグルタミン酸への代謝の過程の一部を担っている（詳細はアミノ酸の代謝分解を参照のこと）。

## 健康問題

### がん
葉酸欠乏症は、細胞内のS-アデノシルメチオニン(SAM)を減少させ、それはDNAにおけるシトシンのメチル化を抑制し、プロト癌遺伝子を活性化し、悪性転換を誘導し、DNA先駆物質の不均衡を引き起こし、DNAへのウラシルを誤認させ、染色体損傷を促進し、これらのすべてのメカニズムは前立腺癌の形成のリスクを増大させる。
葉酸と癌の関係は複雑なように見える。理論的には葉酸は癌を防止できるように思われるものの、実際の実験ではサプリメント投与は癌の発生率を高めることが認められている。
いくつかの研究では、適切なレベルの葉酸は食道癌、胃癌、卵巣癌のリスクの低下に寄与していることが示されている。しかしながら、葉酸の癌に対する効果は摂取したときの個人の体調に依存している。加えて、既に癌に罹患していたり前癌症状になっている場合には、葉酸には防止効果はなく、むしろ、症状の悪化につながり得ることがある。過剰の葉酸は、逆に、腫瘍の発生を促進することが示唆されている。葉酸は、癌の形成において二つの役割を果たしており、低濃度の葉酸の摂取は初期段階の癌の防止をするが、高濃度の葉酸の摂取は癌の形成の促進をする。それゆえ、公衆衛生学的には、過剰の葉酸を摂取しないように十分に注意しなければならないのである。
葉酸に富んだ食事は大腸癌のリスクの減少に効果があるとしており、食事とサプリメントの組み合わせよりも食事のみからのほうが効果が高いと報告している研究がある。一方でサプリメントからの葉酸の摂取のほうが生体利用効率が高いとしている研究がある。2007年の無作為臨床試験では、葉酸サプリメントは大腸腺腫のリスクを減少させてはおらず、むしろ実際には病変の進行や腺腫の多様化が増加した。大腸癌は葉酸の関連から最もよく調べられている癌のタイプであるが、葉酸サプリメント摂取は520000人の男性を含んだ14年間のヨーロッパでの調査で大腸癌の発生について67%の増加を示した。
81,922人のスウェーデン成人を対象とした2006年の研究では、サプリメントからではなく葉酸に富んだ食事の摂取は膵臓癌のリスクの減少に関連していることが認められた。
ほとんどの疫学調査は、葉酸に富んだ食事は乳癌のリスクの減少に関連しているが、結果は一様ではない。癌についてのある広範な調査の結果では、過剰な葉酸の摂取は乳癌のリスクが高まるとしているが、2007年のスウェーデンの調査では過剰の葉酸の摂取は閉経後の乳癌の発生を低下させている。2008年の調査では女性におけるすべての浸潤癌や乳癌のリスクと葉酸の摂取とは有意な関係がないとしている。葉酸の摂取は1日15g以上のアルコールを飲む女性を除外して乳癌の発生と関係ないとしている。日に300µg以上葉酸の摂取はアルコールを飲む女性の乳癌のリスクを減少している。
ほとんどの調査研究は、葉酸に富んだ食事は前立腺癌のリスクの減少を示している。しかしながら男性における葉酸サプリメントの摂取は前立腺癌のリスクが2倍になっている。最近の臨床試験では、毎日1gの葉酸サプリメントの摂取は前立腺癌のリスクを増加させるが、ビタミン剤を用いない人々での食事での葉酸摂取と血漿濃度の増加は実際に前立腺癌のリスクを減少させる。29,133人の年配の男性喫煙者の調査では、前立腺癌と血漿葉酸濃度とは何の関係もなかった。
高濃度の葉酸が癌を増加させる理由は、ヌクレオチド合成において葉酸が必要であるように、増殖型の新生細胞は葉酸を必要とし葉酸受容体が癌細胞中で増加するためである。DNAのメチル化における葉酸の役割は、前立腺癌においては重要である。代謝されない葉酸は、ナチュラルキラー細胞の細胞毒性を減少させ、悪性細胞に対抗することのできる免疫系を減退させる。しかしながら、食事からの必要量の葉酸の摂取は、前立腺癌に対しての逆の効果を調査では示している。
葉酸と前立腺癌の関係は明確ではないが、前立腺癌と鼻咽腔癌の細胞に対して葉酸のターゲットベクターである自殺遺伝子の研究が存在する。腫瘍間に葉酸誘導体の微粒子が注入されると腫瘍細胞の成長は明らかに阻害される。
このメカニズムは、細胞の増殖への干渉と細胞間のギャップ結合の障害によるものではないかと考えられている。
抗癌剤であるメトトレキサートは、葉酸の代謝を阻害するように設計されている。葉酸は、フルオロウラシルと予想外の作用をもたらす場合がある。この作用の正確なメカニズムはよくわかってはいない。
ヒトの肝臓中のジヒドロ葉酸レダクターゼは他の動物に比べて活性が低く、ジヒドロ葉酸から活性型の葉酸に転換するのが低いことは、細胞増殖で働くE2F-1のような転写調節因子によりこの酵素がコントロールされているためであると考えられる。「人における低濃度のジヒドロ葉酸レダクターゼとE2F-1のコントロール下にあるタンパク質は、癌の増殖を妨げている可能性がある。もしこれが真実なら、長寿命と関係しているであろうゆっくりとした組織細胞の交代率を有した他の動物もまたジヒドロ葉酸レダクターゼの活性が低いことであろう。」ということが示唆されている。
葉酸サプリメントは、例えばウラシルがDNAに挿入される誤りのようなDNAの複製と修復の際に発生する誤りを防止している。これが、葉酸が大腸癌を防止しているメカニズムとして提案されている。
葉酸サプリメントは、PI3K/Aktの情報伝達増幅経路を活性化し、細胞の生存を改善するが、癌細胞もこの経路を利用して生き延びることができるため、これが身体に有益、不利益の双方に成り得る。葉酸は、PTEN（癌抑制遺伝子）の濃度を低下させ、これらの関係をより複雑にしている。

## 医薬品との関係
葉酸は制酸剤やアスピリンおよびその関連物質と相互作用し、これらの薬剤は葉酸のはたらきを阻害することが知られている。また、抗痙攣薬（フェニトイン、フェノバルビタール等）や潰瘍性大腸炎治療薬（スルファサラジン等）は葉酸の吸収を低下させる。さらに、ガンやリウマチの治療に用いられるメトトレキサートなどの抗癌剤・免疫抑制剤、あるいは抗生物質のトリメトプリム‐スルファメトキサゾール（ST合剤）は葉酸の代謝を阻害する。したがって、これらの薬剤を頻繁に服用する人は葉酸欠乏に気を配る必要がある。